# Starovoitove, Liuboml
Starovoitove (în ucraineană Старовойтове, poloneză Starowojtowe) este un sat în comuna Rivne din raionul Liuboml, regiunea Volînia, Ucraina.

## Demografie
Componența lingvistică a localității Starovoitove
     Ucraineană (99,56%)
     Alte limbi (0,44%)
Conform recensământului din 2001, majoritatea populației localității Starovoitove era vorbitoare de ucraineană (99,56%), existând în minoritate și vorbitori de alte limbi.